# SFNT
SFNT是一套標準化的字體資料結構格式。許多常見的字體格式，例如PostScript、TrueType、OpenType、WOFF、SIL Graphite等都使用其作為容器，提供各個字元標準化的定址表、資料結構等。該容器原先是由蘋果公司為了麥金塔電腦上的TrueType字體開發的。SFNT的原意是spline font（樣條字體）或scalable font（可縮放的字體）；該縮寫則來自麥金塔電腦內部用來儲存字體資料的標籤名稱。
由於SFNT制定的特性，其定址以{\displaystyle 16^{4}=65536}個字元為一個字元表（table）的極限。